# Mark Twain (cràter)
Mark Twain és un cràter d'impacte en el planeta Mercuri de 142 km de diàmetre. Porta el nom del novel·lista estatunidenc Samuel Clemens (Mark Twain) (1835-1910), i el seu nom va ser aprovat per la Unió Astronòmica Internacional el 1976.